# Oxypoda nigriceps
Oxypoda nigriceps är en skalbaggsart som beskrevs av Thomas Casey 1893. Oxypoda nigriceps ingår i släktet Oxypoda och familjen kortvingar. Inga underarter finns listade i Catalogue of Life.